# 寺西進三郎
寺西　進三郎（てらにし しんざぶろう、1938年3月28日 - 2017年4月30日）は、日本の画商兼洋画家。
和歌山県日高郡美浜町出身。林武、里見勝蔵に師事。本名、寺西進。
富士山、奥入瀬渓流、生まれ育った和歌山の故郷等を主題に、
様々な風景画、民家を描く事で知られる。キャッチフレーズは「画商から画家になった男」。一方、数多くの新人作家を輩出した美術商としての一面も兼ね備え持っており、
特に林喜市郎、澤田文一、妹尾一朗を育てた画商として知られる。

## 画歴
1938年和歌山県日高郡美浜町に生まれる。
1965年林武の自叙伝「美に生きる」に触発され、手紙で書生志願。
1967年御茶ノ水美術学園夜間部小松崎邦雄教室終了。東京・中野ブロードウェイに画材店を開業。
1968年写生会で林喜市郎と出会い、交際始まる。
1969年里見勝蔵の知遇を得、師事。
1970年ブロードウェイギャラリー創業、公募による新人賞展を主催し、新人発掘、以後、2002年まで画廊経営の傍ら製作活動に勤しむ。
1973年林喜市郎個展後、独占契約を締結。以後、同氏と民家の取材、シーズン毎に全国の藁葺民家の取材の旅が始まる。　　
　　
1999年日本美術家連盟会員推挙、美術年鑑社刊行「日本の美・富士」作品掲載。岡義美と北フランス取材の旅。この年、林喜市郎他界と同時に真贋鑑定委員に抜擢される。
2000年読売新聞大阪本社主催チャリティー「名土名流作品展」出品。以後、毎年出品。
2001年第29回写実画檀展招待出品(箱根彫刻の森美術館)。
2002年東武百貨店池袋にて初個展。澤田文一と二人展(銀座中央画廊)。
2004年松坂屋名古屋本店にて若井良一と二人展。
2005年第33回写実画檀展出品(上の森美術館)
2007年田中八重州画廊にて個展。
2008年美術年鑑社刊行「日本の四季・春・夏」に作品「陸中浄土ヶ浜」掲載。
2011年日本美術家連盟脱会。
2013年藤祥州とイタリア・スイス・フランス取材の旅。近鉄和歌山店にて第二回個展。

## 経歴
1938年、和歌山県日高郡美浜町に生まれ、東京・御茶ノ水美術学園基礎科修了。
27歳の時に林武の自叙伝「美に生きる」に触発された事を機に、
画集や展覧会を追いかけ心酔し、唐突に手紙で書生志願を試みる。
後に画材店開業の旨を同氏の妻に報告し、店名揮毫を懇願したところ、
特別に面会を許され、「寺西色彩堂」と揮毫を貰い受ける。
また、里見勝蔵の知遇を得、フォービズムの研鑽に力を尽くし、同氏晩年までの約13年間、
鎌倉山の邸宅に出入りを許され師事し、事実上の最後の弟子となった。
さらに民家一筋で一世を画した、林喜市郎との出会いと約30年間にも及ぶ長期取材旅行からは、
今となってはほとんど消え去りつつある日本の原風景を再発見するとともに、
「失われた民家百景」シリーズとして制作する契機となった。

## 作風
故郷、和歌山の自然を舞台とした作品が主流であり、中でも山海をモチーフとしたものが多い。

## 評価
美術界の縦割社会、学閥に囚われず、自由な立場の選考基準により、
林喜市郎をはじめ、澤田文一、妹尾一朗等、多くの実力作家を輩出してきた事でも知られ、
六美大卒選抜展においては、奈良美智、千住博などの現代アートを代表する作家も排出させている。

## 代表作
- 南紀漁港
- 陸中浄土ヶ浜